# Якубиско, Юрай
Юра́й Якуби́ско (словац. Juraj Jakubisko; 30 апреля 1938[…], Койшов, Гелница, Восточно-Словацкий край — 24 февраля 2023, Прага) — словацкий кинорежиссёр, которого называют «восточноевропейским Феллини».

## Биография
Родился в русинской семье на востоке Словакии. Окончил художественно-промышленную школу по специальности «художественная фотография» в Братиславе, режиссёрское и операторское отделения факультета кино и телевидения Академии музыкального искусства в Праге. Был ассистентом у Веры Хитиловой и Яромила Иреша.
Первые фильмы Якубиско сделали его одним из ведущих режиссёров «чехословацкой новой волны».
Картина «Птицы, сироты и безумцы» 1969 года была отправлена «на полку», где пролежала до 1991 года. Сам режиссёр был практически лишён возможности снимать в течение последующих пятнадцати лет. Исключением были несколько короткометражных документальных лент и фильм «Три мешка цемента и живой петух» (1976), но и он был показан лишь через два года после того, как был закончен. Окончательно вернулся в кино с картиной «Построй дом, посади дерево» (1979).
Во многих своих фильмах («Сижу на ветке и мне хорошо», «Лучше быть здоровым и богатым, чем бедным и больным», «Батори» и др.) обращался к разным периодам истории Чехии и Чехословакии.
В 2000 году по итогам опроса кинокритиков и журналистов был признан лучшим словацким режиссёром XX века.
Преподавал в Пражской киноакадемии. В 2005 году возглавил жюри конкурса «Перспективы» на XXVII Московском кинофестивале. Основал студию «Якубиско Филм», на которой снял ряд своих картин.
Занимался живописью, его работы были представлены на нескольких выставках.
Был женат на актрисе Деане Хорватовой, которую много снимал в своих фильмах. Жил в Праге.

## Награды и премии
- 1969 — Премия «Золотой зимородок» на Пльзеньском кинофестивале
- 1988 — приз Джозефа фон Штернберга на кинофестивале в Маннхейме-Гейдельберге за фильм «Возраст Христа»
- 1988 — звание заслуженного артиста Чехословакии
- 1988 — приз «Золотой дельфин» за фильм «Лучше быть здоровым и богатым, чем бедным и больным»
- 1990 — Премия «Золотой зимородок» на Пльзеньском кинофестивале за фильм «Тысячелетняя пчела»
- 1990 — Премия за лучшую режиссёрскую работу на кинофестивале в Сан-Диего за фильм «Неясная весть о конце света»
- 1990 — Премия «Маверик»
- 2000 — Признан лучшим словацким режиссёром XX века
- 2003 — премия «Чешский лев» за многолетний вклад в чешский кинематограф
- 2003 — Крест Прибины II степени
- 2008 — приз «Хрустальный глобус» за выдающийся художественный вклад в мировое кино на Международном кинофестивале в Карловых Варах[10]
- 2016 — Медаль «За заслуги» I степени (Чехия)[11]

## Фильмография
- 1960 — Последний налёт / Posledný nálet
- 1960 — У каждого дня своё имя / Každý den má svoje jméno
- 1961 — Серебряный ветер / Strieborný vietor
- 1962 — Первый класс / Prva trieda
- 1963 — Молчание / Mlčení
- 1965 — В ожидании Годо / Čekají na Godota
- 1965 — Дождь / Déšť
- 1967 — Возраст Христа / Kristove roky
- 1968 — Дезертиры и странники / Zbehovia a pútnici
- 1969 — Птицы, сироты и безумцы / Vtáčkovia, siroty a blázni
- 1970 — До встречи в аду, друзья! / Dovidenia v pekle priatelia
- 1972 — Стройка века / Stavba storočia
- 1975 — Словакия — край у Татр / Slovensko — krajina pod Tatrami (ТВ)
- 1977 — Барабанщик Красного Креста / Bubeník Červeného kríža
- 1978 — Три мешка цемента и живой петух / Tri vrecia cementu a živý kohút
- 1980 — Построй дом, посади дерево / Postav dom, zasaď strom
- 1981 — Измена по-словацки / Nevera po slovensky
- 1983 — Тысячелетняя пчела / Tisícročná včela
- 1985 — Госпожа Метелица / Perinbaba
- 1987 — Конопатый Макс и привидения / Pehavý Max a strašidlá
- 1987 — Тётя Франкенштейна / «Teta» (ТВ сериал)
- 1989 — Сижу на ветке, и мне хорошо / Sedím na konári a je mi dobre
- 1990 — Почти розовая история / Takmer ružový príbeh (ТВ)
- 1993 — Лучше быть богатым и здоровым, чем бедным и больным / Lepšie byť bohatý a zdravý ako chudobný a chorý
- 1997 — Неясная весть о конце света / Nejasná zpráva o konci světa
- 2004 — Post coitum
- 2008 — Батори / Bathory